# Talagouga
 (décembre 2018).
Talagouga est une station missionnaire protestante créée en 1882 par le Dr Robert H. Nassau sur la rive droite du fleuve Ogooué, en aval de Ndjolé et en pays Fang. 
Reprise en 1892 par la Société des missions évangéliques de Paris, elle a alors été dirigée par le missionnaire Élie Allégret et sa femme Suzanne, alors que l'artisan missionnaire Virgile Gacon (de Boudry, Suisse) y développait une scierie. 
En 1896, la station fut déplacée sur l'île de Talagouga, plus proche de Ndjolé, la scierie restant jusqu'en 1899 au Vieux Talagouga, comme on nomma l'ancienne localisation.

## Galerie

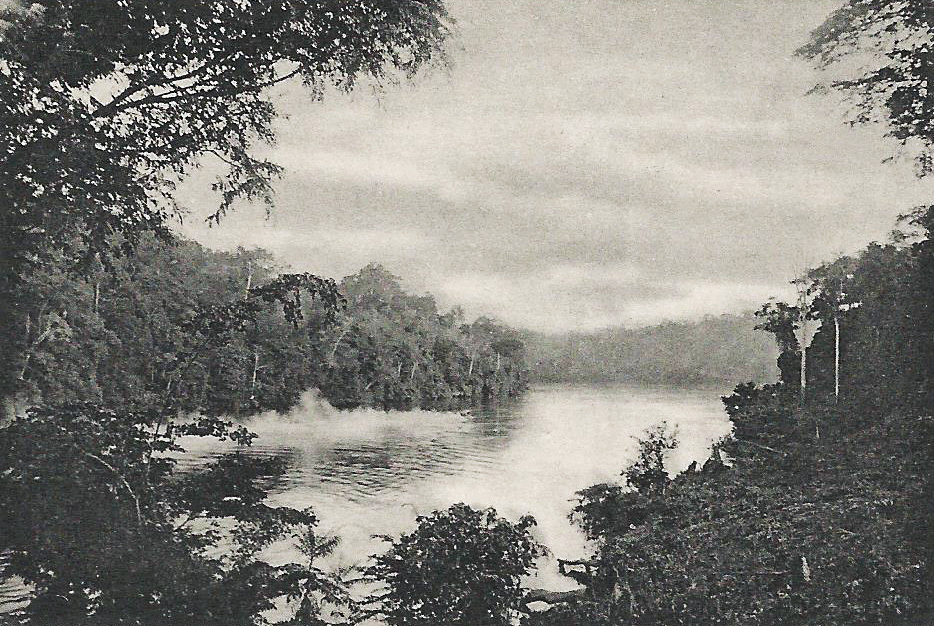
L'Ogooué à Talagouga.
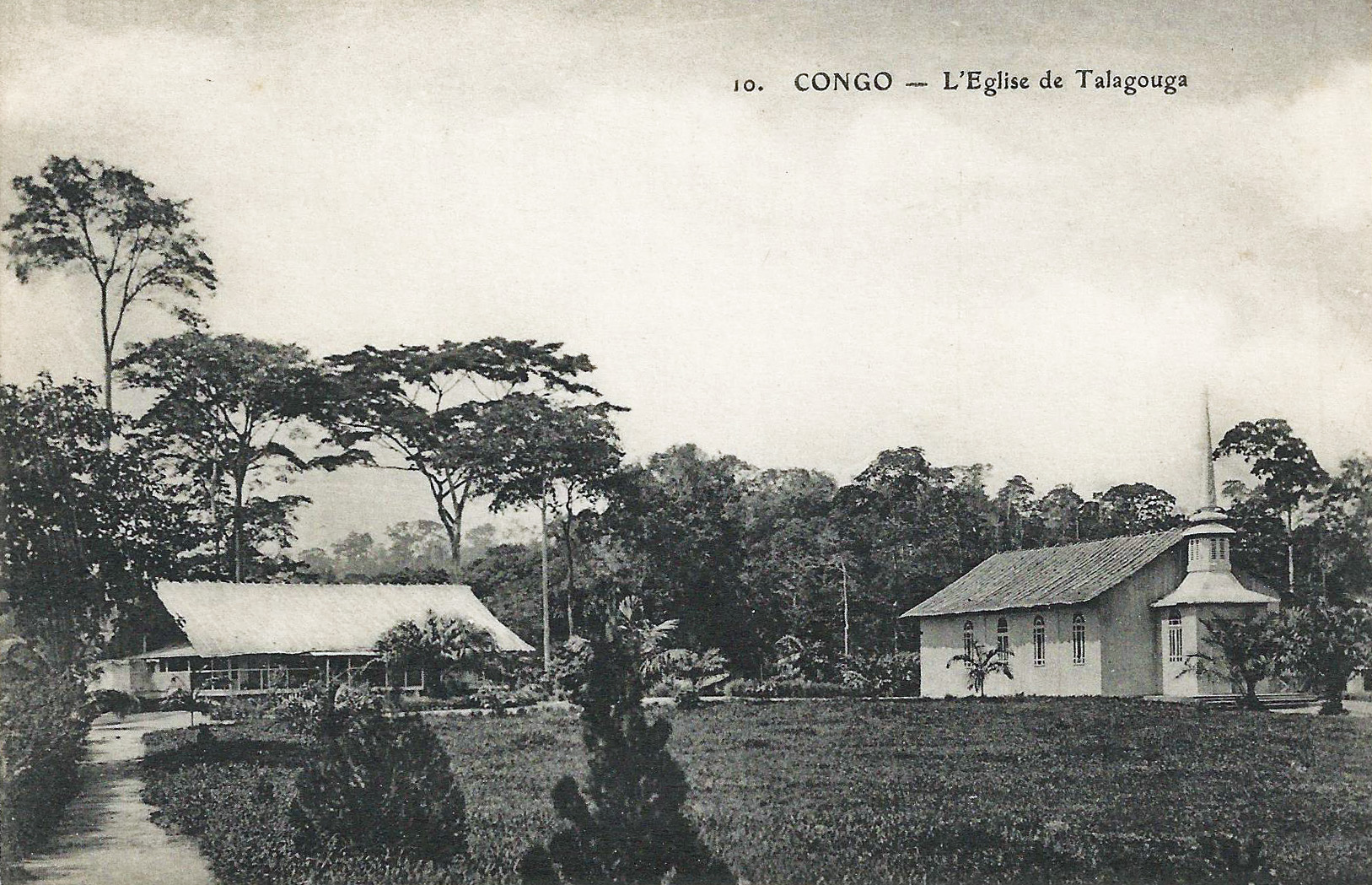
L'église de Talagouga.
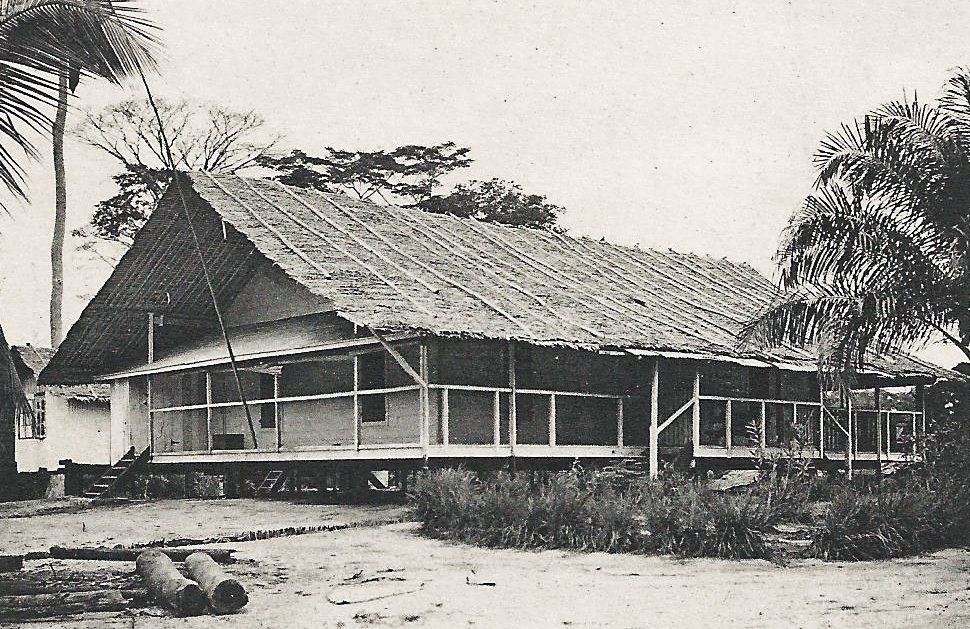
Maison missionnaire.